# Guillaume de La Roche-Tanguy
Guillaume de La Roche-Tanguy est un prélat breton du XIIIe siècle, évêque de Rennes.

## Biographie
Docteur en théologie, il fut élu vers la fin de l'année 1282. Il scella, l'année suivante, un traité passé entre le duc Jean le Roux et Henri II d'Avaugour, seigneur de Goello. Exécuteur testamentaire du premier, il rendit en 1288, aux habitants du Gâvre, l'usage de leur forêt, dont le feu duc les avait privés. En 1294, il unit à la chambrerie de Saint-Melaine l'église de Noyal sur Vilaine, union qui fut confirmée en 1298 par son successeur. Il mourut en 1297, le 28 septembre, selon le nécrologe de son église.